# Ларарій

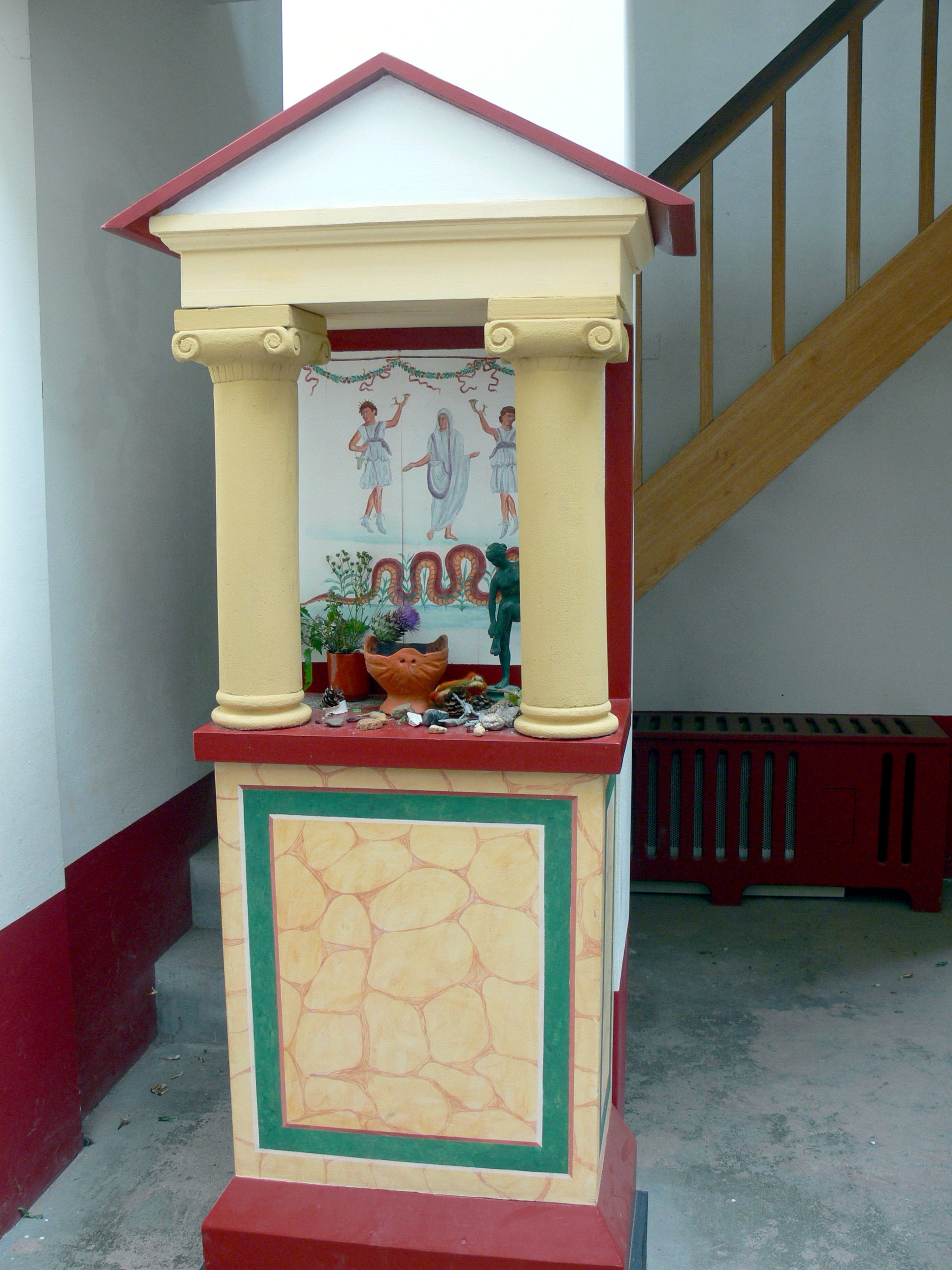
Реконструкція ларарія (Музей у Неймегені).

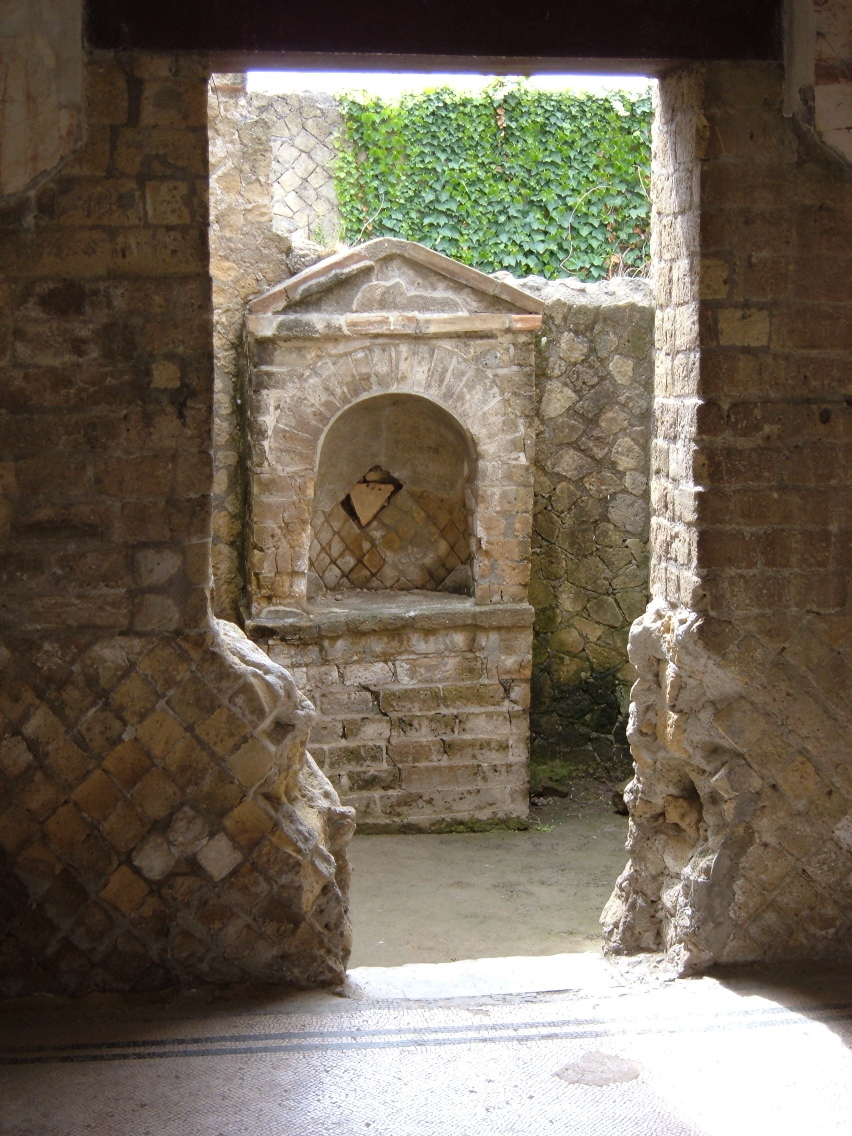
Ларарій з Геркуланума.

Лара́рій (лат. lararium, досл. «місце ларів», від lares) — у давньоримському будинку — культове приміщення або місце поклоніння домашнім богам — ларам або пенатам, захисникам домашнього вогнища, сім'ї.
Спочатку ларарій знаходився в атрії, пізніше в кухні або спальні, іноді в саду або у перистилі. Ларарій міг бути прикрашений колонами, склепіннями, розписами. У помпейських будинках ларарій представлений у вигляді кімнати або архітектурної прикраси стіни, ніші чи розпису на стіні.
Часто в ларарії виставляли і скульптурні зображення інших божків чи предків. Щодня після сну жителі дому молилися біля ларарія, під час трапез залишали підношення з їжею і вином, прощалися при від'їзді, просили успіху і захисту.
Ларарій відомий з початків Римської імперії. До того часу ці спорудження називали sacrarium, sacellum чи aedicula.